# Episodi de I ragazzi del windsurf (prima stagione)
La prima stagione della serie televisiva I ragazzi del windsurf è stata trasmessa in anteprima in Germania dalla ARD tra il 1995 e il 1996.
| nº | Titolo originale     | Titolo italiano | Prima TV Germania | Prima TV Italia |
| -- | -------------------- | --------------- | ----------------- | --------------- |
| 1  | Pilot                |                 | 11 gennaio 1995   |                 |
| 2  | Blindflug            |                 | 1995              |                 |
| 3  | Der Sponsor          |                 | 1995              |                 |
| 4  | Entscheidungen       |                 | 1995              |                 |
| 5  | Pizza Amore          |                 | 1995              |                 |
| 6  | Der Surfcup          |                 | 1995              |                 |
| 7  | Die rote Nadja       |                 | 1995              |                 |
| 8  | Durch dick und dünn  |                 | 1995              |                 |
| 9  | Sara                 |                 | 1995              |                 |
| 10 | Herzschmerz          |                 | 1995              |                 |
| 11 | Die Robbe            |                 | 1995              |                 |
| 12 | Der Klabautermann    |                 | 1995              |                 |
| 13 | Blut und Tränen      |                 | 1995              |                 |
| 14 | Alles oder nichts    |                 | 1995              |                 |
| 15 | Wer nicht hören will |                 | 1996              |                 |